# 布雷特·达顿
布雷特·达顿（英語：Brett Dutton，1966年11月18日—），澳大利亚前男子自行车运动员。他曾代表澳大利亚参加1988年夏季奥林匹克运动会自行车比赛，获得男子团体追逐赛铜牌。